# Hordio
Hordio (in somalo Hurdiya), è una città della Somalia settentrionale situata nella regione di Bari. Qui era presente la salina più grande al mondo, sale estratto durante il governatorato della Somalia e diretto, tramite una teleferica lunga 24 km, alla vicina città di Hafun, dove erano presenti gli impianti che lavoravano il sale.